# Alagoas (1909)
Alagoas (CT-6) – brazylijski niszczyciel z początku XX wieku i okresu I wojny światowej, jedna z dziesięciu jednostek typu Pará. Okręt został zwodowany 29 lipca 1909 roku w brytyjskiej stoczni Yarrow w Glasgow i w tym samym roku wszedł do służby w Marinha do Brasil. Jednostka została rozbrojona w 1939 roku.

## Projekt i budowa
„Alagoas” był jednym z dziesięciu bliźniaczych niszczycieli typu Pará, zamówionych w Wielkiej Brytanii na podstawie programu rozbudowy floty brazylijskiej z 1907 roku. Projekt jednostki był bardzo podobny do brytyjskich niszczycieli typu River, różniąc się wzmocnionym uzbrojeniem artyleryjskim. Podobnie jak pozostałe okręty typu, przeznaczony był do współdziałania z zamówionymi w tym samym czasie w Wielkiej Brytanii krążownikami typu Bahia. Jednostka była bardzo zwrotna i miała doskonałe przyspieszenie - w ciągu 30 sekund uzyskiwała ona maksymalną prędkość, a średnica okręgu kreślonego przez skręcający okręt wynosiła 340 metrów przy pełnej prędkości. Okręt podzielony był na dziesięć przedziałów wodoszczelnych za pomocą grodzi biegnących od zewnętrznego poszycia dna do górnego pokładu.
„Alagoas” zbudowana została w stoczni Yarrow w Glasgow. Stępkę okrętu położono w 1908 roku, a zwodowany został 29 lipca 1909 roku.

## Dane taktyczno-techniczne
Okręt był niewielkim, pełnomorskim niszczycielem o długości między pionami 73,2 metra, szerokości 7,2 metra i średnim zanurzeniu 2,4 metra. Wyporność normalna wynosiła 560 ton. Okręt napędzany był przez dwie czterocylindrowe pionowe maszyny parowe potrójnego rozprężania o łącznej projektowanej mocy 8000 koni mechanicznych (KM), do których parę dostarczały dwa kotły typu Yarrow. Dwuśrubowy układ napędowy pozwalał osiągnąć prędkość 27 węzłów. Okręt zabierał zapas 140 ton węgla, co zapewniało zasięg wynoszący 3700 Mm przy prędkości 14 węzłów.
Okręt był uzbrojony w dwa pojedyncze działa kal. 102 mm (4 cale) Vickers Mark M L/40 oraz cztery pojedyncze trzyfuntowe działa kal. 47 mm Hotchkiss M1885 L/40. Uzbrojenie uzupełniały dwie pojedyncze wyrzutnie torped kal. 450 mm (18 cali). Okręt nie miał systemu kierowania ogniem, co utrudniało skuteczne wykorzystanie uzbrojenia artyleryjskiego i torpedowego.
Załoga okrętu składała się z 130 oficerów, podoficerów i marynarzy.

## Służba
„Alagoas” został wcielony do służby w Marinha do Brasil w 1909 roku. Jednostka otrzymała numer taktyczny 6. Okręt pełnił służbę podczas I wojny światowej, jednak jego udział w działaniach wojennych (podobnie jak całej marynarki brazylijskiej) był znikomy. Niszczyciel znajdował się wtedy w złym stanie technicznym. Jednostka służyła do 1939 roku, kiedy została rozbrojona.